# Onoda Hiroo
Onoda Hiroo (小野田 寛郎; Hepburn: Hiroo Onoda; 1922. március 19. – 2014. január 16.) japán katona volt, aki a második világháború vége után mintegy harminc évig, egészen 1974-ig kitartott maroknyi katonájával a Fülöp-szigeteken, ezzel az egyik legtovább harcoló japán katonává vált. Arisaka Type 99-es puskájával állítólag több mint ötven emberrel végzett ez idő alatt, és csak akkor adta fel a további küzdelmet, amikor utolsó társát megölték egy küzdelemben. 1974-ben tért vissza szülőhazájába, ahol kitörő lelkesedéssel várták. Az új, demokratikus Japán nem nyerte el tetszését, így Brazíliába költözött, ahol állattenyésztéssel foglalkozott. 1984-ben visszatért Japánba, és a fiatalok részére oktatótáborokat hozott létre.

## Élete

### Fiatalkora
Onoda 1922. március 19-én született Kainan városában, egy szegény szamurájoktól származó család ötödik gyermekeként. Összesen hét testvére volt, öt fiú és két lány. Fiatalkorában sokat kendózott. Emlékei szerint családjával nem volt felhőtlen a viszonya, ugyanis szülei mindig szidták, mert nem elégszik meg a legalapvetőbb dolgokkal. Hatéves korában összeverekedett egy másik fiúval, majd kést kezdett hordani magával, mire anyja a legközelebbi sintó szentélybe vitte őt, hogy végezzen magával, Onoda azonban képtelen volt véget vetni az életének.
Tizenhét éves korában egy kereskedelmi cégnél kezdett dolgozni, hogy sok pénzt kereshessen. A megszállt Vuhanba szólította a munka, ahol második legidősebb testvére, Tadao hadnagy is szolgált, és sokat segített Hiroonak. Itt könyvelési feladatokat bíztak rá, és a helyi irodavezető egy 1936 Studebaker autót vett neki. Cigarettázni kezdett, sokat járt egy, a francia koncesszió területén lévő szórakozóhelyre táncolni és kínaiul tanult. 1942 májusában behívták orvosi vizsgálatra, majd értesítették, hogy december 10-től besorozzák a vakajamai 61. gyalogosezredbe. Ezután felmondott és hazatért Kainanba, hogy felkészüljön a kiképzésre. Ekkor még nem akart tiszt lenni, az őrvezetőt megfelelő rendfokozatnak tartotta. Tíz nappal a besorozása után a 218. gyalogezredhez vezényelték.

### Katonai szolgálat

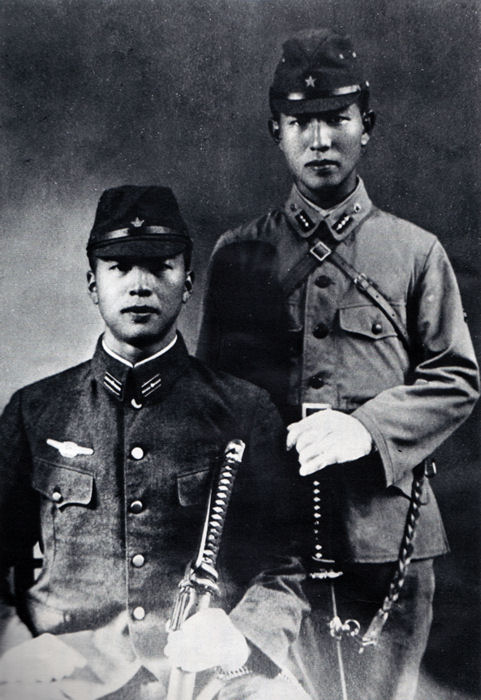
Öccsével, Sigeóval 1944-ben

Az ezredét Kínába, Nancsangba küldték kiképzésre, aminek a teljesítése után kínai ellenállók ellen vetették be őket a város közelében, és a jobb lába megsérült az összecsapásban. A városban állomásozott ekkor Tadao is, aki elintézte a parancsnoknál, hogy Hiroo külön tiszti vizsgán vegyen részt, miután a sérülése miatt a rendesen nem tudott megjelenni. Hiroot alkalmasnak találták, és tisztképzésre küldték először az ezrednél, majd Japánba, Kurumébe, ahová 1944. január 13-án érkezett meg, ahol a kiképzők verték és inzultálták őket. Augusztusban sikeresen elvégezte a képzést és a futamatai 33. osztaghoz helyezték, ami a katonai hírszerzés embereit kiképző Nakanói Katonai Iskola része volt. A kiválasztott 230 tisztet itt gerillahadviselésre oktatták három hónap alatt, gyakran a korábban tanult taktikákkal, gondolkodásmóddal ellentétesen. November 30-án sikeresen teljesítette a képzést, és rögtön meg is kapta a következő feladatot: a Fülöp-szigetekre vezényelték.
1944 decemberében a Fülöp-szigetek Lubang nevű szigetére vezényelték, ahol 200–250 katonával kellett megszerveznie a védelmet. Mivel tudta, hogy egy nyílt küzdelemben nem lenne esélye, fegyverraktárakat létesített a hegyekben, és szétszórta a katonáit a dzsungelben. A harcokban azonban nagy részük odaveszett, míg ők csupán kis veszteségeket okoztak az amerikaiaknak. Maradék erői azonban nem értesültek a két Japánra dobott atombombáról, és az ezeket követő kapitulációról, így folytatták a harcot a hegyekben, és csak élelmet lopni merészkedtek le a völgyekbe. Az amerikai légierő hamarosan röplapokat dobott le, és ezt követte egy japán tiszt felhívása megafonon keresztül, amelynek hatására a 40 fős egység többsége letette a fegyvert. 1946 áprilisában már csupán Onoda és három embere folytatta tovább a rejtőzködést. Onoda úgy érvelt, hogy a röplapok, és a háború végéről szóló hírek csupán az ellenség megtévesztései, amik arra irányulnak, hogy akkor árulja el hazáját, amikor annak legnagyobb szüksége van rá. Bár olvasott újságcikkeket az új japán kormányzatról, úgy gondolta, ez csupán egy amerikai bábkormány, ő pedig hasonló helyzetbe került, mint Charles de Gaulle a Vichy-kormánnyal. Az elkövetkező harminc évben nem tudta, tart-e még a háború, ám továbbra is kitartott, mivel el akarta kerülni a hadifogságba esés szégyenét.

### Bujkálás

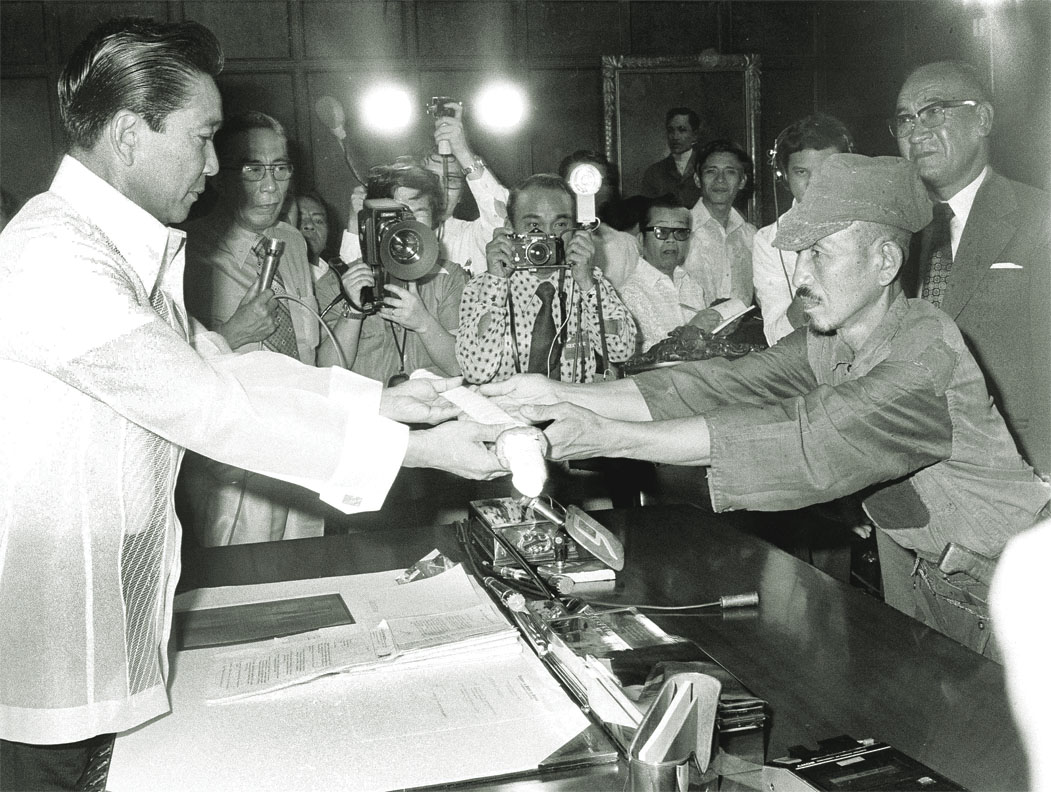
Onoda átnyújtja a kardját Marcos fülöp-szigeteki elnöknek a megadása napján

1949-ben egyik embere, egy Akacu nevű kalapkészítő lemerészkedett a hegyekből, és megadta magát, így a csapat három főre zsugorodott. 1954-ben másik társa, Simada meghalt a helyi biztonsági erőkkel vívott tűzharcban, így már csupán Onoda és Kozuka tartott ki. Kozukát végül 1972. október 19-én lőtték le a helyi biztonsági erők, így Onoda egyedül maradt a hegyekben. 13 éve ez volt az első alkalom, hogy nyilvánvalóvá vált, nem halt meg. Mivel utolsó társát is elvesztette, elég hamar kilátástalanná vált a helyezte, és egyre erőszakosabb lett. Ismét a keresésére indultak, de ő meggyőzte magát, hogy akkor szolgálja hazája érdekeit, ha továbbra is rejtve marad.
1974. február 20-án találkozott egy Szuzuki Norio nevű egyetemistával, aki az ő felkutatására indult, és igen hamar összebarátkoztak. Onoda azonban kijelentette, hogy nem hajlandó addig letenni a fegyvert, amíg erre parancsot nem kap közvetlen felettesétől. Miután Norio hazatért, közölte ezt a japán hatóságokkal, akik megkeresték Onoda régi felettesét, Tanigucsi őrnagyot, és a szigetre küldték. Itt közölte Onodával, hogy a háború véget ért, és felolvasta neki a megadásra szólító parancsot, mire Onoda elsírta magát, majd 1974. március 9-én letette a fegyvert, és aznap megadása jeleként személyesen átadta a kardját Ferdinand Marcosnak, a Fülöp-szigetek elnökének, aki azonnal visszaadta azt neki. Összegyűjtötték felszerelését; ekkor még több mint 500 tölténye és sok kézigránátja is volt. Hegyi tartózkodása alatt a helyiek szerint mintegy 50 embert ölt meg, ám Onoda tagadta azt, hogy ennyivel végzett volna. Elmondása szerint a falusiak minden rosszat rá fogtak, így jöhetett ki ez a szám. Mindenesetre Marcos elnök kegyelemben részesítette.

### Későbbi élete
Onoda tetszését nem igazán nyerte el az új Japán. Túl korruptnak és fegyelmezetlennek, valamint amerikai irányítás alatt állónak tartotta, így 1975 áprilisában Brazíliába költözött. 1976-ban megházasodott, és a brazíliai japán közösség meghatározó tagjává vált. Miután olvasott arról, hogy 1980-ban egy japán tinédzser megölte saját szüleit, 1984-ben visszatért Japánba, és oktató táborokat hozott létre az ország különböző pontjain a japán fiataloknak. 1996 májusában visszatért a Fülöp-szigetekre, ahol virágot helyezett el azon a helyen, ahol Kozukát lelőtték, és 10 000 dollárral járult hozzá a helyi gyerekek megsegítéséhez. 2014. január 16-án halt meg.